# Cicadáceas
As cicadáceas (família Cycadaceae) são uma família de plantas da divisão Cycadophyta, com folhas semelhantes às das palmeiras e um tronco grosso, cilíndrico, aéreo, mas nunca chegando à altura de uma árvore, ou subterrâneo, chamado paquicaule. Sua maior utilização é para o paisagismo.[carece de fontes?] Esta família tem um único género, Cycas.

## Descrição

### Folhas
Folhas pinadas, coriáceas, com vernação circinada, organizadas em hélice, que nascem uma coroa de cada vez, geralmente uma vez por ano. Os folíolos inferiores estão muitas vezes reduzidos a espinhos, denominados catáfilos. Os folíolos normais possuem uma única nervura espessa, sem ramificações. Os estigmas encontram-se apenas na parte abaxial. As folhas são pubescentes, pelo menos, enquanto jovens, com tricomas simples ou ramificados.

### Cones ou pinhas
As Cycas são plantas dióicas, ou seja, cada indivíduo só tem órgãos masculinos ou femininos. Os cones masculinos terminam normalmente em um espinho. Cada microsporófilo possui numerosos microsporângios – os sacos polínicos – na sua página abaxial (inferior), que abrem por fendas para libertar os grãos de pólen, que são cimbiformes e monosulcados.

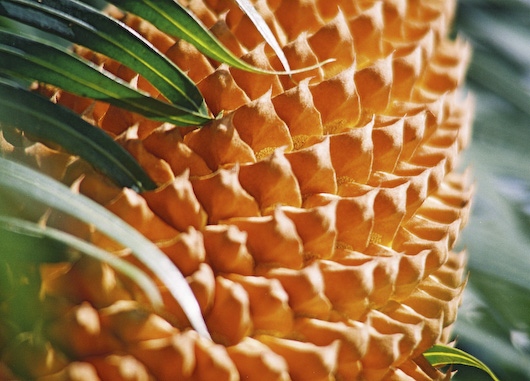
Detalhe do cone masculino de uma Cicadácea (Cycas circinalis).

Os cones femininos têm os megasporófilos organizados em espiral, com as folhas soltas ou imbricadas mas com uma roseta terminal indeterminada, cujo eixo tem crescimento vegetativo contínuo. Cada folha é portadora de dois a vários óvulos (raramente um único), soldados à margem do estipe e virados para fora; a lâmina, para além da região ovular, é larga e pode ter a margem pinatiforme, denteada ou inteira.

### Sementes
As sementes são arredondadas, com uma sarcotesta carnuda de cor amarela a laranja-escura, ou mesmo castanha, e um tecido esponjoso sob a esclerotesta. O endosperma é haplóide (derivado do gametófito feminino) e o embrião possui dois cotilédones geralmente unidos na extremidade e um suspensor enrolado em espiral. A germinação é criptolocular.

## Ecologia
Abundante na Ásia, em regiões tropicais e subtropicais, geralmente florestas e savanas. Atualmente é o gênero mais difundido da família.
Muitas espécies toleram o fogo porque o meristema apical é subterrâneo ou protegido pelas bases das folhas persistentes.[carece de fontes?]

## Taxonomia
| Cycas aculeata Cycas angulata Cycas annaikalensis Cycas apoa Cycas arenicola Cycas armstrongii Cycas arnhemica Cycas badensis Cycas balansae Cycas basaltica Cycas beddomei Cycas bifida Cycas bougainvilleana Cycas brachycantha Cycas brunnea Cycas cairnsiana Cycas calcicola Cycas campestris Cycas candida Cycas canalis Cycas chamaoensis Cycas changjiangensis Cycas chevalieri Cycas circinalis Cycas clivicola Cycas collina Cycas condaoensis Cycas conferta Cycas couttsiana Cycas curranii Cycas debaoensis Cycas desolata Cycas diannanensis |  | Cycas dolichophylla Cycas edentata Cycas elephantipes Cycas elongata Cycas falcata Cycas ferruginea Cycas fugax Cycas furfuracea Cycas guizhouensis Cycas hainanensis Cycas hoabinhensis Cycas hongheensis Cycas inermis Cycas javana Cycas lane-poolei Cycas lindstromii Cycas litoralis Cycas maconochiei Cycas macrocarpa Cycas media Cycas megacarpa Cycas micholitzii Cycas micronesica Cycas multipinnata Cycas nathorstii Cycas nongnoochiae Cycas ophiolitica Cycas orientis Cycas pachypoda Cycas panzhihuaensis Cycas papuana |  | Cycas pectinata Cycas petraea Cycas platyphylla Cycas pranburiensis Cycas pruinosa Cycas revoluta Cycas riuminiana Cycas rumphii Cycas schumanniana Cycas scratchleyana Cycas seemannii A.Braun Cycas segmentifida Cycas semota Cycas sexseminifera Cycas siamensis Cycas silvestris Cycas simplicipinna Cycas spherica Cycas szechuanensis Cycas taitungensis Cycas taiwaniana Cycas tanqingii Cycas tansachana Cycas thouarsii Cycas tropophylla Cycas tuckeri Cycas wadei Cycas xipholepis Cycas yorkiana Cycas yunnanensis Cycas zambalensis Cycas zeylanica |  |